# Noli me tangere

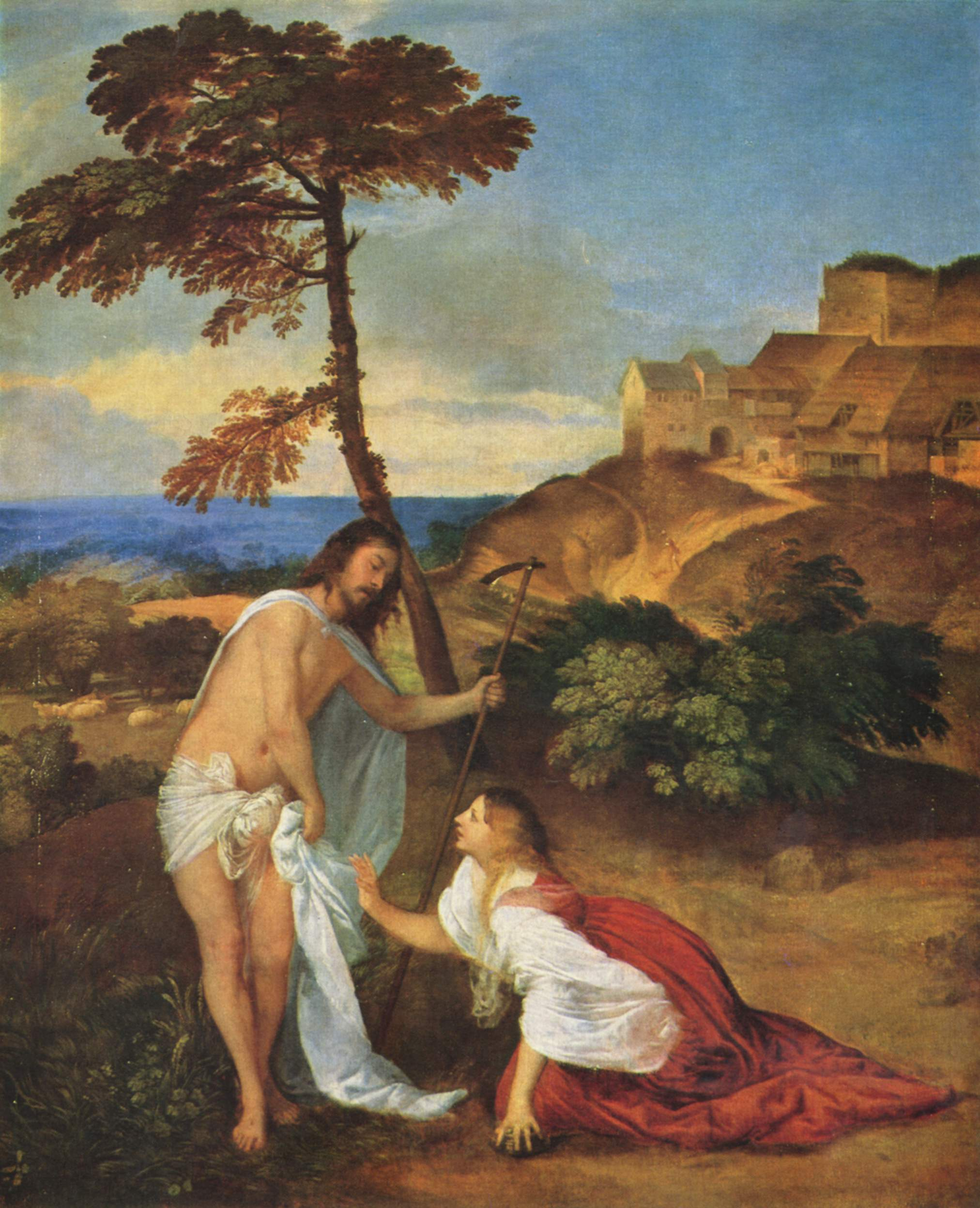
Noli me tangere.
Por Ticiano (1512), na National Gallery, em Londres.

Noli me tangere, que significa "não me toques", é a versão em latim das palavras ditas por Jesus a Maria Madalena quando ela o reconhece após a sua ressurreição. O evento é narrado no Evangelho de João (João 20:16–18).

## Descrição
O trecho em questão na Tradução Brasileira da Bíblia é:
| “ | Disse-lhe Jesus: Maria! Ela, virando-se, lhe disse em hebraico: Rabôni! (que quer dizer, Mestre). Disse-lhe Jesus: Não me toques; porque ainda não subi ao Pai, mas vai a meus irmãos e dize-lhes que subo para meu Pai e vosso Pai, para meu Deus e vosso Deus. | ” |
|   | — João 20:16–18. |   |

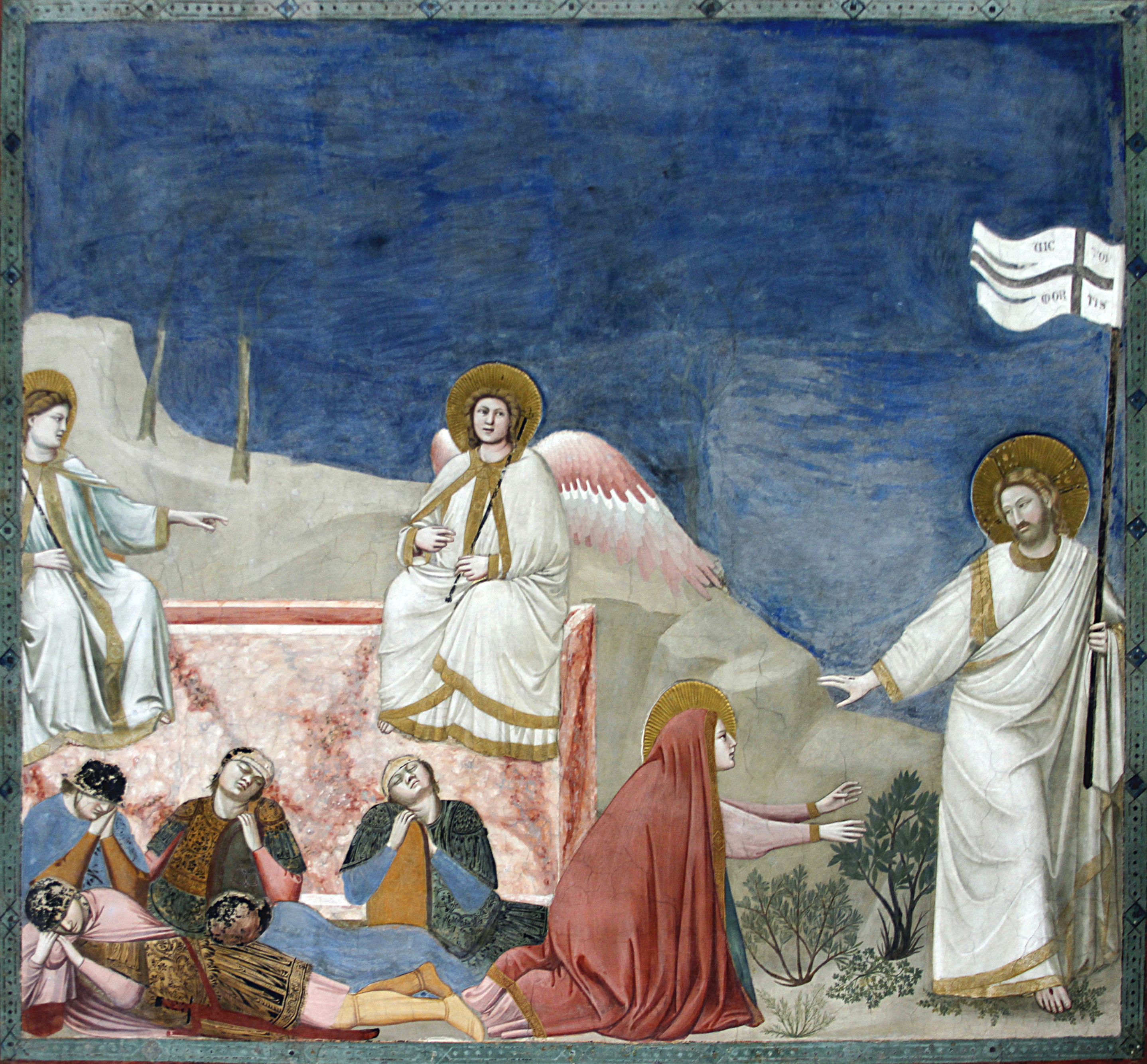
Noli me tangere.
Por Giotto, Cappella degli Scrovegni, em Pádua, Itália.

O que Jesus quis dizer a Maria tem sido um tema de intenso debate. A frase latina, Noli me tangere, se tornou uma conhecida referência para este trecho nas traduções do Evangelho de João, um trecho que está em aparente contradição com o convite de Jesus, logo a seguir, para que Tomé tocasse as suas mãos e o lado de Jesus (em João 20:27) e também com o relato no Evangelho de Mateus (em Mateus 28:1–9), que descreve Maria Madalena e "a outra Maria" "abraçando-lhe os pés".
Há uma grande variedade de soluções propostas, sendo talvez a mais simples a que sugere algum tipo de corrupção textual, com alguns afirmando que a palavra "não" não estava originalmente no texto, enquanto que W.E.P Cotter propôs que o texto originalmente dizia "Não tenha medo" ao invés de "Não me toque". Já W.D. Morris propôs que a frase original era "não tenha medo de me tocar".
Não há, porém, nenhum manuscrito que sirva como evidência destas sugestões e, assim, a maior parte dos acadêmicos se concentra nos argumentos não textuais. Kraft propôs que seria contra as leis rituais da época tocar um cadáver e Jesus teria desejado reforçar isso, considerando-se como tal, enquanto que C. Spicq propôs que Jesus se via como um sumo-sacerdote (judeu) e que não queria ser "poluído" pelo contato físico. Outros propuseram que o objetivo era que Maria deveria ter fé e não tentar tocá-lo para comprová-la.
Estas soluções não textuais negligenciam o fato de João descrever, logo em seguida, Tomé Dídimo sendo encorajado a tocar as feridas de Jesus, aparentemente contradizendo os argumentos anteriores. Consequentemente, outras propostas retratam Jesus como tendo procurado manter alguma forma de respeito ("propriedade") à sua nova forma, com Crisóstomo e Teofilacto da Bulgária argumentando que Jesus estava pedindo que mais respeito fosse demonstrado em relação a si. A noção de "propriedade" mantida por alguns está ligada à ideia de que, enquanto era impróprio para uma mulher tocá-lo, não haveria problema se um homem o fizesse, como no caso de Tomé. Kastner argumenta que Jesus estaria nu, uma vez que a sua mortalha foi deixada na tumba e que, portanto, João teria retratado Jesus como estando preocupado que sua nudez poderia tentar Maria.

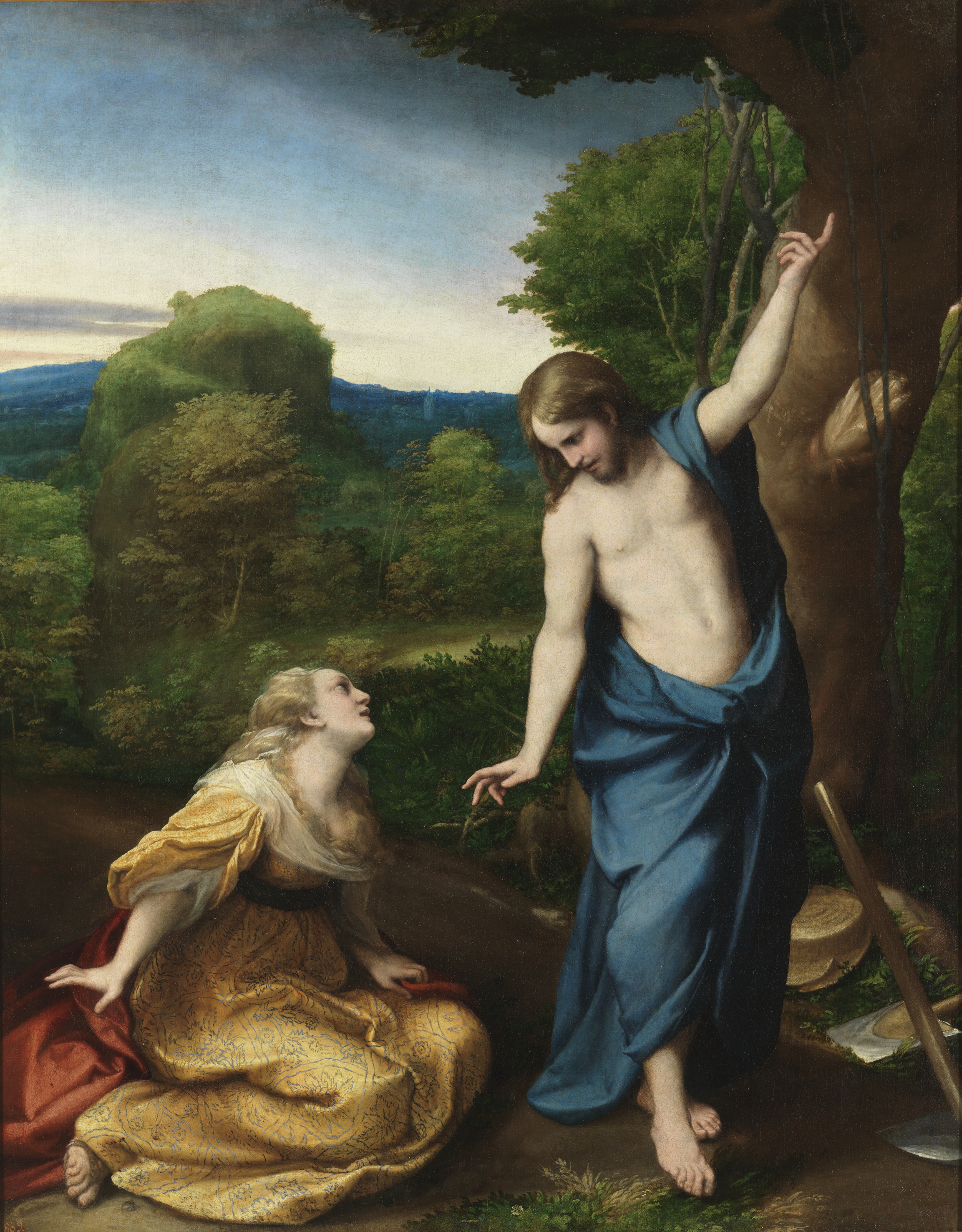
Noli me tangere.
Por Correggio (1525), no Museu do Prado, em Madri.

H.C.G. Moule sugeriu que Jesus estaria simplesmente assegurando a Maria que ele estava firmemente na Terra e que ela não precisava duvidar disso, enquanto que outros já sugeriram que Jesus estaria simplesmente preocupado em não se desviar de seu propósito, essencialmente instruindo Maria a "não desperdiçar seu tempo tocando-o e que fosse logo chamar os discípulos". Barret sugeriu que, como Jesus proibiu Maria de tocá-lo argumentando que ele "não ascendera ainda ao Pai", ele pode tê-lo feito antes de ter se encontrado com Tomé (após o encontro com Maria), retornando para encontrar-se com o apóstolo, embora este ponto de vista implique que o encontro com Tomé seria uma forma de "segunda visita" à Terra, o que levantaria uma enorme quantidade de questões teológicas, incluindo a principal, referente à Segunda Vinda de Jesus. Por isso, ela é vista com descrença pela maioria dos cristãos. João Calvino argumentou que Maria Madalena (e a "outra Maria") tentaram "agarrar" Jesus, como se estivessem tentando mantê-lo na Terra e, por isso, Ele pediu-lhes que desistissem.
A frase também era parte das principais discussões nos debates cristológicos iniciais, aparentemente sugerindo alguma forma de intangibilidade - um ponto de vista atualmente defendido por Bultmann - e, portanto, aparentemente defendendo o docetismo (uma visão de que o corpo de Jesus não teria sido ressuscitado como uma coisa física - "não me toques, pois é impossível"). Esta interpretação contradiz a ênfase geral do Evangelho de João contra o docetismo e, assim, os que consideram João como deliberadamente polêmico tendem, ao invés disso, a enxergar no trecho um ataque contra Maria. Os gnósticos frequentemente retratavam Maria como sendo mais importante que os outros discípulos e mais próxima de Jesus - pessoal e espiritualmente. Assim, o relato evangélico seria uma forma de questionar esta ênfase do gnosticismo nela. De forma similar, Tomé também aparece duvidando que Jesus estivesse fisicamente ali, algo que ele confirma pessoalmente, também seria um ataque ao gnosticismo, que o considerava como um grande professor que teria recebido diversas revelações e, segundo eles, advogava o docetismo.

## Arte
A cena se tornou o assunto de uma longa tradição iconográfica na arte cristã. Como exemplo, Pablo Picasso se inspirou no Noli me tangere de Correggio, que está no Museu do Prado, para sua famosa obra La Vie (atualmente no Museu de Arte de Cleveland), do período azul.